# Câmara dos Magnatas
A Casa dos Magnatas (em húngaro:  Főrendiház; em alemão:  Magnatenhaus; em romeno:  Camera Magnaților; em italiano:  Camera dei Magnati) era a câmara alta da Dieta da Hungria. Esta câmara funcionou de 1867 a 1918 e posteriormente de 1927 a 1945. 
A casa era, tal como a atual Câmara dos Lordes do Reino Unido, composta por hereditários, eclesiásticos, e, ao contrário da Câmara dos Lordes, representantes delegados de regiões autónomas (semelhantes aos Comissários Residentes dos territórios dos Estados Unidos). A Câmara não tinha um número fixo de membros, pois qualquer pessoa que atendesse às qualificações poderia participar dela. A lista oficial era composta por: 
- Príncipes da Casa Real que atingiram a maioridade (16 em 1904)
- Pares hereditários que pagavam pelo menos 3.000 florins por ano de imposto sobre a terra (237 em 1904) (2.178 kg de ouro; à taxa de câmbio de 1896, 1 libra valia 12 florins, então isso equivale a 250 libras)
- Altos dignitários das igrejas Católica Romana e Ortodoxa Oriental (42 em 1904)
- Representantes das confissões protestantes (13 em 1904)
- Pares vitalícios nomeados pela Coroa, em número não superior a 50, e pares vitalícios eleitos pela própria casa (73 no total em 1904)
- Vários dignitários estaduais e altos juízes (19 em 1904)
- Três delegados da Croácia-Eslavônia

Para uma lista completa dos oradores, veja Lista de oradores da Câmara dos Magnatas.
O moderno parlamento da Hungria, a Assembleia Nacional, é unicameral e reúne-se na câmara baixa, enquanto a antiga câmara alta é utilizada como sala de conferências e reuniões e para turismo. 
A formação da Câmara do Parlamento resultou de escolhas conscientes de simbolismo e transporta importantes mensagens históricas e políticas. Olhando-o do lado do Danúbio, vemos os salões das casas inferior e superior erguerem-se em ambos os lados da cúpula rodeados por torres, que evocam a memória do parlamento bicameral que funcionava quando o edifício estava a ser construído. Os dois salões são completamente idênticos em tamanho e forma, expressando assim a igualdade entre a câmara baixa representativa e a câmara alta histórica. A cúpula que se eleva entre elas significa a unidade da legislatura, além de servir como local para sessões conjuntas das duas câmaras. 

## Galeria
| {{{caption}}}                               |
| Salão de Assembleias da Câmara dos Magnatas |

| {{{caption}}} |
| Conferência das Nações Unidas na sala de reuniões da Câmara dos Magnatas em 2012. Hoje a Câmara Alta é utilizada como sala de conferências e reuniões e para turismo. |